# Cartan (Mondkrater)
Cartan ist ein kleiner Einschlagkrater nahe dem östlichen Rand des Mondes. Er liegt direkt westlich des größeren Kraters Apollonius. Der Kraterrand ist kreisförmig mit einem kleinen Einschlag an der Ostseite. Die Innenfläche nimmt nahezu die Hälfte des Kraterdurchmessers ein. Ein kleiner Krater verbindet den südlichen Rand mit dem Nordrand des Kraters Apollonius H und bildet so eine kurze Kraterkette.
Cartan wurde vor seiner Umbenennung durch die Internationale Astronomische Union (IAU) im Jahre 1976 als Apollonius D bezeichnet.